# Synagogue d'Eshtemoa
La synagogue d'Eshtemoa est une synagogue antique en ruines située à as-Samu à 15 km au sud de Hébron, en Cisjordanie. Elle date du IVe ou Ve siècle.

## Historique
La ville antique d'Eshtemoa (en), mentionnée dans la Bible (« Josué  21:14 »), se trouvait à l'emplacement de l'actuelle ville d'as-Samu. Durant les périodes romaine et byzantine, Eshtemoa est décrit comme un grand village juif.
Les ruines de la synagogue sont identifiées en 1934 par L. A. Mayer et A. Reifenberg. En 1969-70, une fouille complète révèle que la synagogue occupait le lieu le plus visible du village. Mesurant 13,3 m par 21,3 m, l'édifice est construit dans le style d'une villa sans colonnes. L'entrée se faisait par une des trois portes du mur est. Une des trois niches encastrées dans le mur nord servait d'arche sainte. Le plancher de l'édifice était revêtu de mosaïque, tandis que les murs extérieurs comportaient des gravures décoratives. Quatre menorahs à sept-branches sont gravées dans les linteaux de portes ; une d'entre elles est exposée au musée Rockefeller à Jérusalem.
Après la conquête musulmane de la région, la synagogue d'Eshtemoa est convertie en mosquée et est dotée d'un mihrab,. Le mur ouest subsiste toujours à une hauteur de 7 m. De nombreux éléments architecturaux de l'édifice sont réutilisés dans le village à l'époque moderne.